# Plaza José Francisco Vergara (Antofagasta)
La plaza José Francisco Vergara es una plaza de la ciudad de Antofagasta, Chile.
Se declaró Monumento Nacional en 1980. Es una de las reliquias que se conservan como un claro testimonio del pasado minero de la zona y se ubica en el campus de la Universidad de Antofagasta Se construyó a principios de siglo XX en madera, y debió ser traslada en 1976 desde la salitrera Vergara que habría cesado sus labores en 1938.

## Historia

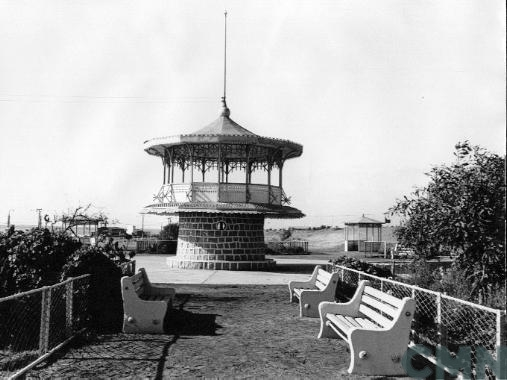
Fachada antigua de la Plaza Vergara

Su historia se origina en la Pampa Salitrera, al amparo de la oficina José Francisco Vergara, ubicada a 180 km al noreste de Antofagasta, en el denominado Cantón El Toco. Como todos los poblados que surgieron bajo la industria del salitre, esta oficina contaba con un epicentro cívico, social y recreativo: la plaza. Aquella tenía forma rectangular y destacaba por su quiosco central, cuatro pergolas de sombra en cada una de las esquinas, catorce bandejas florales y ocho bandejones de arbustos y árboles. Todas estas obras construidas sobre la base de madera, se remontan al origen del pueblo entre los años 1918 y 1919.
Sin embargo, debido a la crisis de la industria del salitre por el origen de su sustituto sintético, la oficina paralizó sus faenas en 1938. No obstante, parte de su complejo habitacional funcionó por décadas como espacio residencial del campamento de la oficina María Elena, la única salitrera que hasta hoy sigue funcionando. En 1976 cuando el pueblo dejó de prestar utilidad y ante su inminente desmantelamiento, la sede de Antofagasta de la entonces Universidad de Chile, comenzó las gestiones con la Sociedad Química y Minera Chilena, para trasladar la plaza a su Campus Coloso, ubicada en la ciudad de Antofagasta. Hecho inédito en Chile, el traslado de la plaza se materializó bajo un prolijo proceso de restauración que mantuvo íntegramente las diferentes estructuras de madera. De esta manera, la Plaza Vergara fue reinaugurada en su actual emplazamiento el 29 de noviembre de 1977. Gracias a los estudios realizados por académicos de la propia casa de estudios, pudo ser al poco tiempo declarada Monumento Nacional, quedando como testimonio de la industria salitrera en el norte de Chile.

## Actualidad
Hasta el día de hoy, todos los años la última semana de noviembre los antiguos habitantes y sus descendientes visitan este espacio de la actual Universidad de Antofagasta, el cual es un símbolo en plena ciudad de la epopeya vivida en la pampa.